# Begsiin Yavuukhulan
Begziin Yavuukhulan (en cirílico mongol: Бэгзийн Явуухулан, 1929-1982) escritor mongol de la era comunista en mongol y ruso.
Trabajó como periodista en Ulán Bator y estudió en el Instituto de Literatura Maxim Gorki de Moscú.
- Datos: Q470328
- Multimedia: Begz Yavuuhulan / Q470328